# Кувейтско-мексиканские отношения
Кувейтско-мексиканские отношения — двусторонние дипломатические отношения между Кувейтом и Мексикой.

## История
Страны установили дипломатические отношения 23 июля 1975 года. 28 июля 1975 года президент Мексики Луис Эчеверриа совершил официальный четырехдневный визит в Кувейт. В ходе своего визита президент Луис Эчеверриа встретился с эмиром Кувейта Сабахом III, они вместе посетили нефтехимический завод и завод по опреснению воды. Два лидера также обсудили текущие события, происходящие на Среднем Востоке.
В 1991 году во время войны в Персидском заливе Мексика ввела санкции против Ирака из-за его вторжения в Кувейт. В 2010 году Кувейт открыл посольство в Мехико. В июле 2010 года премьер-министр Кувейта Насер аль-Мухаммед аль-Ахмед ас-Сабах посетил с официальным визитом Мексику, где провёл переговоры с президентом Фелипе Кальдероном. В ходе визита оба лидера обсудили меморандум о создании механизма консультаций по взаимным интересам для активизации политического диалога и сотрудничества во всех областях. В сентябре 2010 года премьер-министр Насер аль-Мухаммед аль-Ахмед ас-Сабах вновь посетил Мексику, чтобы принять участие в праздновании двух знаменательных дат: начало Войны за независимость Мексики и начало Мексиканской революции. В феврале 2011 года министр иностранных дел Мексики Патрисия Эспиноса посетила Кувейт и приняла участие в праздновании 50-летия независимости этой страны, 20-летия освобождения от войск Ирак и 5-го года восхождения на престол эмира Сабаха аль-Ахмеда аль-Джабера ас-Сабаха. В 2011 году Мексика открыла посольство в столице Кувейта.
В марте 2014 года министр иностранных дел Мексики Хосе Антонио Мид посетил Кувейт. В ходе визита страны согласились отменить визовые требования для владельцев дипломатических паспортов. В декабре 2014 года правительство Мексики распорядилось вручить Орден Ацтекского орла эмиру Кувейта Сабаху аль-Ахмеду аль-Джаберу ас-Сабаху. В январе 2016 года президент Мексики Энрике Пенья Ньето совершил официальный визит в Кувейт. Во время его визита было подписано десять соглашений и меморандумов о сотрудничестве в области энергетики и здравоохранения.

## Двусторонние соглашения
Страны подписали несколько двусторонних соглашений, таких как: Соглашение об экономическом сотрудничестве; Соглашение об избежании двойного налогообложения и уклонении от уплаты налогов; организация Комиссии по сотрудничеству; Соглашение о привлечении и взаимной защите инвестиций; Соглашение о сотрудничестве между Pemex и Kuwait Foreign Petroleum Exploration Company; Соглашение о туризме и авиаперевозках; Соглашение о сотрудничестве в области культуры, искусства и высшего образования; Соглашение о сотрудничестве в области политики и здравоохранения; Соглашение о сотрудничестве между кувейтскими и мексиканскими информационными агентствами и Соглашение о сотрудничестве в борьбе с международной организованной преступностью и незаконным оборотом наркотиков.

## Торговля
В 2017 году объём товарооборота между странами составил сумму 74 млн долларов США. Экспорт Кувейта в Мексику: товары для дома и карты памяти. Экспорт Мексики в Кувейт: грузовики, трубы, мотоциклы, бобы гарбанзо и перец. В январе 2016 года мексиканская компания Tenaris Tamsa объявила об инвестициях в Кувейт в размере 150 миллионов долларов США. Kuwait Foreign Petroleum Exploration Company объединила усилия с мексиканской нефтяной компанией Pemex для разведки и добычи нефти и газа в Мексике и в других местах. Кувейт является 89-м крупнейшим торговым партнером Мексики. Мексиканская многонациональная компания KidZania работает в Кувейте.

## Дипломатические представительства
- У Кувейта есть посольство в Мехико[14].
- У Мексики имеется посольство в Эль-Кувейте[15].